# 高子駅
高子駅（たかこえき）は、福島県伊達市保原町上保原にある阿武隈急行線の駅である。キャッチフレーズは、「伊達氏発祥の地」。

## 歴史
- 1988年（昭和63年）7月1日：開業[1][2]。

## 駅構造
相対式ホーム2面2線を有する地上駅である。
当駅下りホームから福島方面に折返し運転ができる構造となっている。

## 利用状況
- 阿武隈急行 - 2016年度の1日平均乗車人員は、52人である[4]。
- 近年の乗車人員は以下の通りである（いずれも1日平均）。

| 乗車人員推移 | 乗車人員推移     |
| 年度         | 一日平均乗車人員 |
| ------------ | ---------------- |
| 2000         | 96               |
| 2001         | 82               |
| 2002         | 82               |
| 2003         | 79               |
| 2004         | 77               |
| 2005         | 85               |
| 2006         | 66               |
| 2007         | 63               |
| 2008         | 58               |
| 2009         | 60               |
| 2010         | 58               |
| 2011         | 49               |
| 2012         | 55               |
| 2013         | 63               |
| 2014         | 63               |
| 2015         | 63               |
| 2016         | 52               |

## 駅周辺

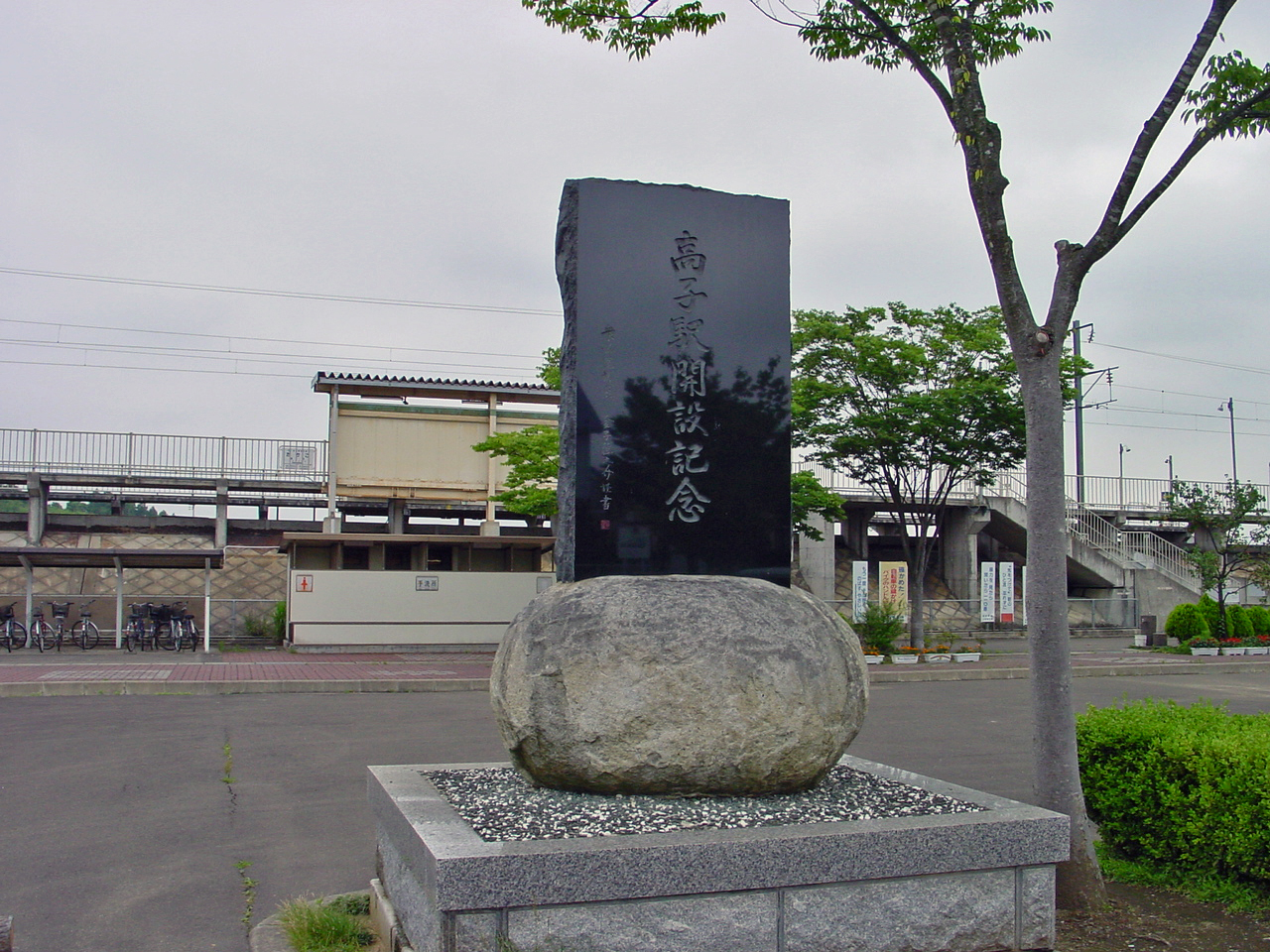
駅前に佇む当駅開業記念の石碑（2003年7月）

駅周辺には新興住宅街が広がる。
- 高子ハイタウン（高子団地）
- 福島県道4号福島保原線
- 高子二十境
- 高子沼 -「高子二十境」の一つ
- 八幡神社
- 福島交通「高子団地」停留所

- 淡島神社

## 隣の駅
阿武隈急行
■阿武隈急行線
向瀬上駅 - 高子駅 - 上保原駅